# Ryo Song-hui
Ryo Song-hui (koreanisch 료송희; * 15. Januar 1994) ist eine ehemalige nordkoreanische Eishockeyspielerin.
Sie vertrat die nordkoreanische Frauennationalmannschaft bei den Weltmeisterschaften der Jahre zwischen 2015 und 2019 der Division IIA.
Bei den Olympischen Winterspielen 2018 in Pyeongchang bildeten Nord- und Südkorea eine gemeinsame Eishockeymannschaft der Frauen. Ryo Song-hui gehörte als eine von zwölf Nordkoreanerinnen zum 35-köpfigen Kader.